# La Torre (el Pla del Penedès)
La Torre és una casa eclèctica del Pla del Penedès (Alt Penedès) protegida com a Bé Cultural d'Interès Local.

## Descripció
Construcció aïllada envoltada per un jardí. Edifici de tres altures, planta baixa i dos pisos, amb coberta de teula a quatre vessants. Presenta elements d'inspiració classicista, sobretot en el portal que dona al carrer. Presenta quatre merlets, com a coronament de cada un dels cantons, fet que li dona la fesomia de torre.